# Leinburg
Leinburg – miejscowość i gmina w Niemczech, w kraju związkowym Bawaria, w rejencji Środkowa Frankonia, w regionie Industrieregion Mittelfranken, w powiecie Norymberga. Leży w Okręgu Metropolitarnym Norymbergi, około 15 km na wschód od Norymbergi i ok. 8 km na południe od Lauf an der Pegnitz, przy autostradzie A3.

## Demografia
| Rok  | Liczba mieszk. |
| 2006 | 6493           |
| 2005 | 6464           |
| 2004 | 6450           |
| 1995 | 6207           |
| 1988 | 5605           |
| 1975 | 4875           |
| 1970 | 4365           |
| 1950 | 3720           |
| 1939 | 2770           |

## Polityka
Wójtem jest Joachim Lang (FWG). Rada gminy składa się z 20 członków:
|      | CSU | SPD | FWG | Razem     |
| 2002 | 7   | 5   | 8   | 20 miejsc |

### Współpraca
Miejscowość partnerska:
- Wartberg an der Krems, Austria